# Premio Compasso d'oro 2014
Il premio Compasso d'oro 2014 è stata la 23ª edizione della cerimonia di consegna del premio Compasso d'oro.

## Giuria
La giuria era composta da:
- Anders Byriel
- Vivian Cheng
- Giorgio De Ferrari
- Stefan Diez
- Defne Koz
- Mario Gagnon
- Paolo Lomazzi
- Laura Traldi

## Premiazioni

### Compasso d'oro
| Designer                                           | Prodotto                                                        | Azienda                                     | Immagine |
| -------------------------------------------------- | --------------------------------------------------------------- | ------------------------------------------- | -------- |
| Gianandrea Fabbro (Ducati Design Center)           | motocicletta 1199 Panigale                                      | Ducati, (Bologna)                           |          |
| Fabrizio Giugiaro (Italdesign)                     | Trattore Agrotron TTV                                           | SAME Deutz-Fahr, (Treviglio)                |          |
| Marc Sadler                                        | tavolo-bacheca per gelati Bellevue (con Tecnologia Panorama)    | IFI, (Pesaro)                               |          |
| Enzo Berti                                         | Lampada per esterni Bitta                                       | Torremato, (Treviso)                        |          |
| Daniel Rybakken                                    | Lampada a muro Counterbalance                                   | Luceplan, (Milano)                          |          |
| GSG International                                  | Finestra Essenza                                                | GSG International, (Bologna)                |          |
| Flavio Manzoni (Centro stile Ferrari), Pininfarina | vettura sportiva F12berlinetta                                  | Ferrari, (Maranello)                        |          |
| Stefano Micelli                                    | libro Futuro Artigiano. L'innovazione nelle mani degli italiani | Marsilio Editori, (Venezia)                 |          |
| Issey Miyake Reality Lab                           | collezione di lampade IN-EI Issey Miyake                        | Artemide, Milano                            |          |
| Beppe Finessi e Artemio Croatto (Designwork)       | progetto editoriale Inventario - Tutto è progetto               | Corraini edizioni con Foscarini (promotore) |          |
| Lissoni Associati                                  | porta L16                                                       | Lualdi, (Milano)                            |          |
| MM Design                                          | Scarpetta da sci Masterlite                                     | Garmont, Treviso                            |          |
| Davide Groppi                                      | Lampada da incasso Nulla                                        | Davide Groppi, (Piacenza)                   |          |
| Enzo Calabrese e Davide Groppi                     | Lampada Sampei                                                  | Davide Groppi, (Piacenza)                   |          |
| Giulio Iacchetti e Matteo Ragni                    | chiusini e caditoie Sfera                                       | Montini, (Brescia)                          |          |
| Ico Migliore, Mara Servetto                        | Installazione Slim and White Axolute Code                       | BTicino, (Varese)                           |          |
| Thomas Heatherwick                                 | Seduta Spun                                                     | Magis, (Venezia)                            |          |
| Adriano Design                                     | Contenitori Takaje Vacuum Seal                                  | Facem, (Torino)                             |          |
| Marco Broglia e Renzo Pigliapoco                   | Giacca Travel Air Jacket                                        | Uno61, (Jesi)                               |          |
| Fattorini+Rizzini+Partners                         | Tavolo Venticinque                                              | Desalto, (Cantù)                            |          |

Alla carriera
A questi riconoscimenti si aggiungono 11 Premi alla Carriera
(Nazionali)
- Giorgio Armani
- Riccardo Dalisi
- Bruno Danese
- Puccio Duni
- Italo Lupi
- Alessandro Mendini
- SaloneStellite
- Richard Sapper

### Premio Compasso d'oro Internazionale
- Apple
- Kenji Ekuan
- Dieter Rams

### Targhe giovani
- Apiarium

Designer: Bettina Böhm. Libera Università di Bolzano / Freie Universität Bozen
- Color-Id

Designer: EmilyCatena, IED Roma
- El Niño

Designer: Matteo Costa, Politecnico di Milano

## Premio Compasso d'oro Internazionale 2015
L'anno successivo, in occasione dell'Expo 2015  si è svolta un'edizione speciale dell'ADI Compasso d'Oro International Award, dedicata al tema Design for Food and Nutrition', conclusa il 2 dicembre 2015.
I premi sono stati consegnati nel corso di un incontro alla Triennale di Milano, cui hanno partecipato – con i rappresentanti della giuria Denis Santachiara, Aurelio Magistà e Daniela Piscitelli – i numerosi soci dell'ADI che hanno contribuito all'ideazione e all'organizzazione del premio, il presidente dell'ADI Luciano Galimberti e il presidente della Triennale di Milano Claudio De Albertis. Sono intervenuti Andrea Meloni, direttore generale del Ministero degli Esteri e della Cooperazione Internazionale; Mauro Parolini, assessore della Regione Lombardia;Cristina Tajani, assessore del Comune di Milano; Marco Predari, presidente di Assufficio, FederlegnoArredo.
La giuria, che oltre ad assegnare i premi ha attribuito anche 16 Menzioni d'onore ad altrettanti prodotti, aveva selezionato tra le candidature proposte da tutto il mondo 91 oggetti, era composta dai designer Ron Arad, Denis Santachiara (presidente),Daniela Piscitelli, dal giornalista Aurelio Magistà e dai professori Livia Pomodoro e Paolo Sorcinelli.

### Premiati
| Premiato       | Oggetto                                                              | Ditta                   |
| -------------- | -------------------------------------------------------------------- | ----------------------- |
| Paolo Metaldi  | "Shy" Mezzaluna multiuso                                             | Viceversa (CO)          |
| Michele Cuomo  | "Canna di fucile" Trafila per la produzione di pasta                 | Pastificio F.lli Setaro |
| LG Electronics | "LG Double Door-in-Door Refrigerator" Frigorifero a doppio sportello | LG Electronics          |

La Targa Giovani Internazionale 2015 è andata a "Solari" Apparecchio portatile per la cottura solare Designer: Bodin Hon (IED Istituto europeo di design, Milano. Relatore: Federico Ferretti. Correlatore: Chris Miller).